# Benoît Peeters
Benoît Peeters (Parigi, 28 agosto 1956) è un fumettista, sceneggiatore, scrittore, critico letterario francese. Si è trasferito in Belgio nel 1978.
Noto in particolare per la serie Les Cités Obscures, realizzata insieme al disegnatore François Schuiten. Tra i maggiori esperti europei di letteratura disegnata, ha scritto numerosi saggi tra cui Le monde d'Hergé (1983), biografia di Hergé il creatore della serie Tintin, Hergé fils de Tintin (2002), nuova monumentale biografia del famoso autore belga e altri come Case, planche, récit (1998), edito anche in Italia con il titolo di Leggere il Fumetto (2000).

## Premi
- Premio Alfred al Festival d'Angoulême del 1985 per l'episodio La fièvre d'Urbicande de Le città oscure.